# Dirk Bartz

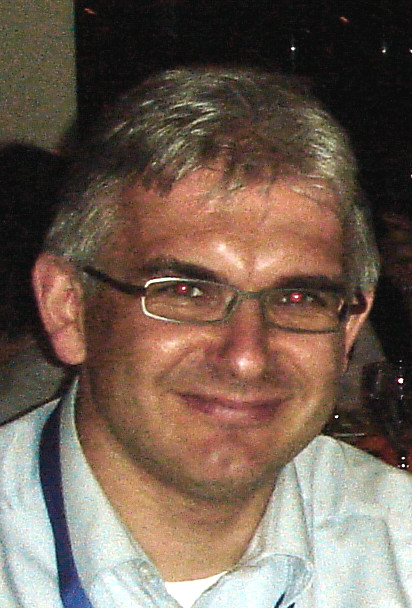
Dirk Bartz 2008

Dirk M. Bartz (* 22. Juli 1967 in Simmern/Hunsrück; † 28. März 2010 in Berlin) war ein deutscher Medizininformatiker.

## Leben
Nach dem Abitur, das er 1986 am Herzog-Johann-Gymnasium in Simmern bestanden hatte, absolvierte er eine Ausbildung zum Datenverarbeitungskaufmann bei Mannesmann Kienzle in Villingen-Schwenningen. Er studierte Informatik an der Friedrich-Alexander-Universität Erlangen-Nürnberg und an der Stony Brook University. Ab 1997 war er wissenschaftlicher Mitarbeiter am Wilhelm-Schickard-Institut für Informatik der Universität Tübingen, wo er 2001 promoviert und 2005 habilitiert wurde. Von 2003 bis 2006 leitete er die Forschungsgruppe Visual Computing for Medicine am Universitätsklinikum Tübingen. Seine wissenschaftlichen Schwerpunkte waren dabei die virtuelle Endoskopie und die intraoperative Visualisierung.
Ab 2007 war er Professor für Computerassistierte Chirurgie am Innovation Center Computer Assisted Surgery (ICCAS) der Medizinischen Fakultät der Universität Leipzig. Er starb im Alter von 42 Jahren, während er am Berliner Halbmarathon teilnahm, 500 Meter vor dem Ziel.
Der von der europäischen Vereinigung für Forschung in der Computergrafik Eurographics zweijährlich vergebene „Eurographics Medical Prize“ wurde zu Ehren von Dirk Bartz im Jahr 2010 in „Dirk Bartz Prize for Visual Computing in Medicine“ umbenannt.

## Werke
- Large Model Visualization: Techniques and Applications (PDF; 3,9 MB), Dissertation, 2001
- Visual Computing for Medicine (PDF; 31,7 MB), Habilitationsschrift, 2005
- (mit Bernhard Preim): Visualization in Medicine. Theory, Algorithms, and Applications, 2007, Buchreihe The Morgan Kaufman Series in Computer Graphics, Elsevier (ISBN 0-12-370596-7)